# Jack Hogan
Jack Hogan (* 25. November 1929 als Richard Roland Benson in Chapel Hill, North Carolina; † 6. Dezember 2023 in Bainbridge Island, Washington) war ein US-amerikanischer Schauspieler.

## Leben
Richard Roland Benson wuchs im US-Bundesstaat North Carolina auf. Anfang der 1950er-Jahre absolvierte er seine Schauspielausbildung an einer Schauspielschule in New York City. Daraufhin nahm er den Künstlernamen Jack Hogan an. Von 1956 bis 1992 wirkte er als Schauspieler vor der Kamera in mehr als 90 Film-und-Fernsehproduktionen mit, darunter auch in mehreren Fernsehserien wie beispielsweise Quincy, Magnum oder Das A-Team. Von 1962 bis 1967 spielte er eine tragende Rolle in der Serie Combat!. Zuletzt war er 1992/1993 in der Serie Raven zu sehen.
Er war zweimal verheiratet und hatte aus seiner ersten Ehe eine Tochter und einen Sohn. Seine zweite Ehefrau war von 1967 bis 1980 das US-amerikanische Model Joyce Nizzari (* 1940). Er lebte zuletzt in Bainbridge Island, wo er im Dezember 2023 im Alter von 94 Jahren starb.

## Filmografie (Auswahl)
- 1956: Der Mann von Del Rio
- 1961: Bonanza (Fernsehserie, 1 Folge)#
- 1962–1967: Combat! (Fernsehserie, 111 Folgen)
- 1968–1974: Adam-12 (Fernsehserie, 8 Folgen)
- 1973–1976: Hawaii Fünf-Null (Fernsehserie, 6 Folgen)
- 1974: Notruf California (Fernsehserie, 1 Folge)
- 1975: Die knallharten Fünf (Fernsehserie, 1 Folge)
- 1978: Kojak – Einsatz in Manhattan (Fernsehserie, 1 Folge)
- 1979: Quincy (Fernsehserie, 1 Folge)
- 1981–1983: Magnum (Fernsehserie, 4 Folgen)
- 1984: Agentin mit Herz (Fernsehserie, 1 Folge)
- 1984: Trio mit vier Fäusten (Fernsehserie, 1 Folge)
- 1984: Mike Hammer (Fernsehserie, 1 Folge)
- 1985: Das A-Team (Fernsehserie, 1 Folge)
- 1986: Airwolf (Fernsehserie, 1 Folge)
- 1992–1993: Raven (Fernsehserie, 2 Folgen)